# Pietro Fineschi
Pietro Fineschi (Siena, 29 giugno 1875 – Genova, 21 dicembre 1945) è stato un architetto e ingegnere italiano.

## Biografia

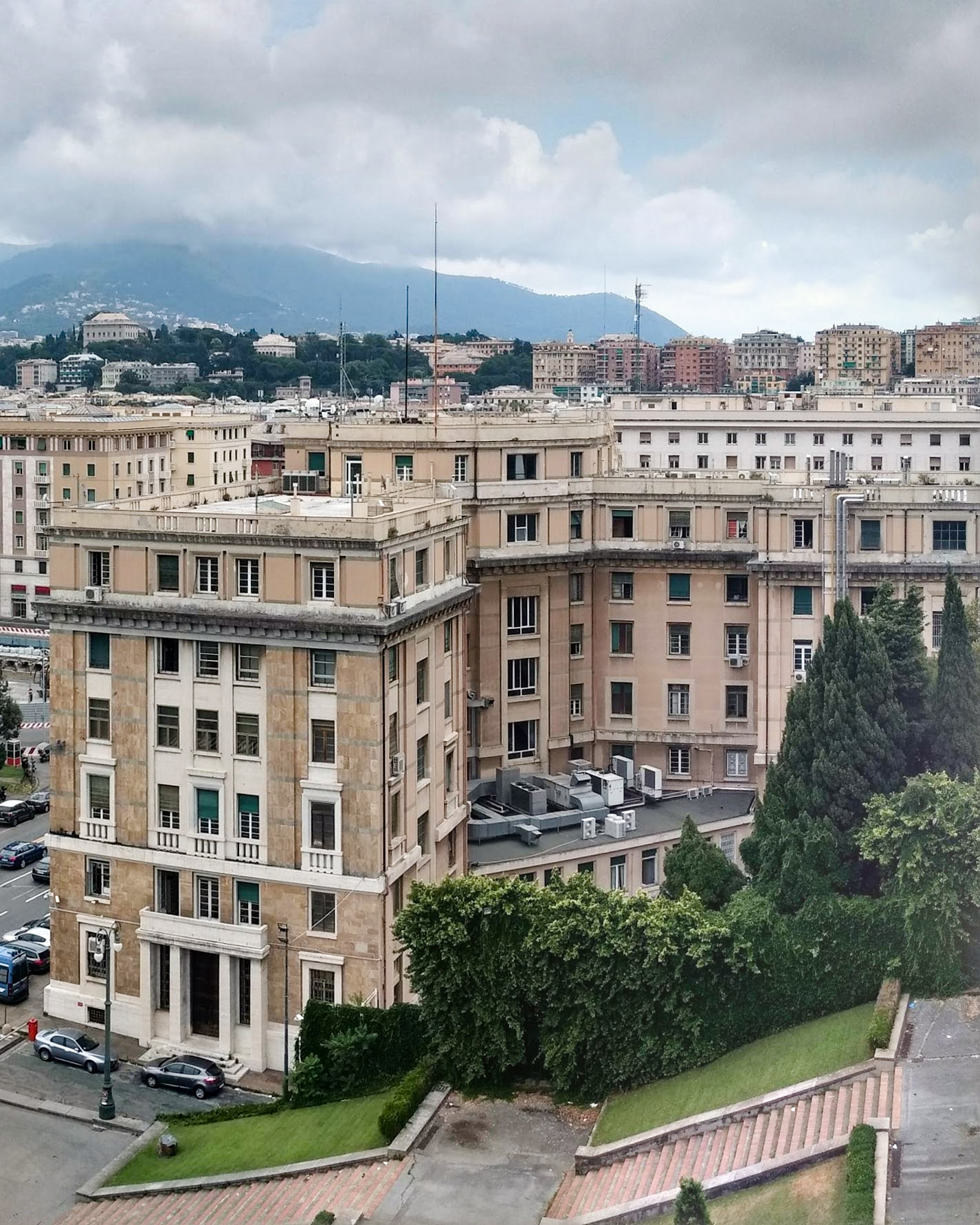
Vista posteriore del Palazzo della Questura di Genova, progettato dai Fineschi

Nato a Siena nel 1875 da Angelo Fineschi, effettuò studi presso la regia Accademia di Belle Arti di Firenze, dove conseguì nel 1926 il diploma come professore d'architettura. Nel 1899 fu premiato con Egisto Bellini al concorso per il "ripristino dell'antica Fonte Nuova". Trasferitosi a Genova, prese studio in corso Mentana 5, nell'elegante quartiere residenziale di Carignano. Giunse nel capoluogo ligure in un momento significativo per la città, quando l'assetto urbanistico stava cambiando e importanti quartieri residenziali stavano nascendo, in particolare nella zona fra San Vincenzo, Portoria e il nascente quartiere dalla Foce. Nel capoluogo ligure ricevette numerose e rilevanti commissioni, in particolare fra la fine dell'Ottocento e tutta la prima metà del Novecento. Lavorò spesso in attiva collaborazione con il figlio Alfredo Fineschi, che ebbe sin da giovanissimo una stretta formazione accademica.
A cavallo fra l'Ottocento e il Novecento fu coinvolto nella realizzazione di una delle principali arterie cittadine, via XX Settembre ove si occupò di vari palazzi. Fra il 1913 e il 1918 lavorò presso via Corsica (civico 21, con Giovanni Mina), e anche in via Sturla (1928) oltre che, successivamente, in corso Mentana 7 (1937). Fra il 1929 e il 1930 si occupò della progettazione dell'Ospedale psichiatrico di Quarto. Fra i progetti più significativi a Genova anche quello della nuova Questura (concorso vinto dal figlio Alfredo nel 1929), ampio complesso architettonico realizzato in stile razionalista con influenze classiche, costruito fra il 1929 e il 1935 nel contesto della monumentale piazza della Vittoria, dal lato opposto al liceo ginnasio Andrea D'Oria e accanto alla Scalinata delle Caravelle. Lavorò anche nello sviluppo urbanistico del quartiere collinare di Apparizione, progettando edifici per le attività commerciali dell'area, fra cui il ristorante, botteghe e l'edificio Boero (1930). Sempre nel capoluogo ligure ebbe occasione di lavorare anche nel centro storico, progettando uno degli edifici in piazzetta di San Giovanni il Vecchio, portato poi a termine dal figlio (Pietro vi lavorò dal 1942 al 1945, Alfredo dal 1945 al 1949). Fu autore inoltre del complesso industriale dell'Industria Conceria Bocciardo, portato a termine dal 1945 al 1948 dal figlio Alfredo, e successivamente convertito in istituto scolastico.
Nel 1936 fu progettista anche del Palazzo Abbo di Maracaibo, in Venezuela.
Nella seconda parte della carriera si dedicò maggiormente all'architettura religiosa. In Genova fu progettista della Chiesa di San Paolo (1937) e della ricostruzione della sede della Curia e del Palazzo Arcivescovile (Pietro vi lavorò dal 1942 al '45; Alfredo dal 1945 al '48) e dell'Istituto delle Suore Francescane (1932-1934-1945). Nella città di Susa progettò l'Istituto delle Suore Terziarie Francescane (1935).
Fu attivo in modo rilevante anche nella Riviera ligure di Ponente, in particolare presso la città di Arenzano. Nel comune rivierasco lavorò sia nell'ingegneria pubblica, sia in quella privata. Nell'ambito civico-urbanistico, fra il 1920 e il 1944 fu autore di progetti per nuove strade, per l'arenile, l'acquedotto, per l'edilizia scolastica, i bagni marini, il cimitero. Fra il 1933 e il 1941 progettò il porticciolo e il molo. Nell'ambito dell'edilizia privata, invece, fu autore dei progetti per l'ampliamento di Villa Calcagno (1930), per Villa Maria (1932-1933), Villa Tessada (1937-1941), la residenza della contessa Malerba di Singe (1938-1940) e Villa Figli des Geneys (1940). In collaborazione col figlio Alfredo progettò anche Casa Parodi (1935-36). Sempre nella riviera ligure di Ponente, nel comune di Cogoleto, progettò il padiglione delle Suore Carmelitane (1945).
In Liguria operò anche nella Riviera di Levante, specificamente a Santa Margherita Ligure, presso cui progettò il nuovo campanile della chiesa (1924), l'ospizio Opere Pie (1930) e la Chiesa Ossario (1935). Nella città di Rapallo, invece, fu autore dell'edificio dell'Istituto Emiliani (1940-1941).
Attivo membro del settore commerciale-industriale, fece parte del consiglio di amministrazione della società anonima Vacuum Oil Company.
Morì a Genova poco dopo il termine della seconda guerra mondiale, il 21 dicembre del 1945, e alcuni dei suoi lavori furono portatati a termine dal figlio Alfredo.
L'intero archivio dei Fineschi è stato raccolto in un fondo conservato presso la Fondazione regionale per la cultura e lo spettacolo di Palazzo Ducale a Genova, con disegni a matita e china, su carta e carta da lucido, e copie eliografiche di planimetrie, piante, sezioni, prospetti, disegni di arredi, bozzetti e schizzi inerenti alla produzione di entrambi gli architetti.